# Bilhasés
Bilhasés (en francès Billezois) és un municipi francès, situat al departament de l'Alier i a la regió d'Alvèrnia-Roine-Alps. L'any 2007 tenia 370 habitants.

## Demografia

### Població
El 2007 la població de fet de Billezois era de 370 persones. Hi havia 136 famílies de les quals 31 eren unipersonals (8 homes vivint sols i 23 dones vivint soles), 35 parelles sense fills, 58 parelles amb fills i 12 famílies monoparentals amb fills.
La població ha evolucionat segons el següent gràfic:
Habitants censats

### Habitatges
El 2007 hi havia 163 habitatges, 138 eren l'habitatge principal de la família, 12 eren segones residències i 13 estaven desocupats. 162 eren cases i 1 era un apartament. Dels 138 habitatges principals, 116 estaven ocupats pels seus propietaris, 16 estaven llogats i ocupats pels llogaters i 6 estaven cedits a títol gratuït; 1 tenia una cambra, 1 en tenia dues, 28 en tenien tres, 50 en tenien quatre i 58 en tenien cinc o més. 101 habitatges disposaven pel capbaix d'una plaça de pàrquing. A 57 habitatges hi havia un automòbil i a 71 n'hi havia dos o més.

## Economia
El 2007 la població en edat de treballar era de 228 persones, 169 eren actives i 59 eren inactives. De les 169 persones actives 154 estaven ocupades (85 homes i 69 dones) i 16 estaven aturades (5 homes i 11 dones). De les 59 persones inactives 22 estaven jubilades, 21 estaven estudiant i 16 estaven classificades com a «altres inactius».

### Ingressos
El 2009 a Billezois hi havia 140 unitats fiscals que integraven 380 persones, la mediana anual d'ingressos fiscals per persona era de 14.445 €.

### Activitats econòmiques
Dels 10 establiments que hi havia el 2007, 2 eren d'empreses de construcció, 5 d'empreses de comerç i reparació d'automòbils, 1 d'una empresa d'hostatgeria i restauració i 2 d'entitats de l'administració pública.
Dels 3 establiments de servei als particulars que hi havia el 2009, 1 era un paleta, 1 lampisteria i 1 restaurant.
L'únic establiment comercial que hi havia el 2009 era una botiga de menys de 120 m².
L'any 2000 a Billezois hi havia 18 explotacions agrícoles que ocupaven un total de 864 hectàrees.

## Equipaments sanitaris i escolars
El 2009 hi havia una escola elemental.

## Poblacions més properes
El següent diagrama mostra les poblacions més properes.